# ダラブッカ
ダラブッカ（英: darabukka）は、タブラ（英: tabla）、ダルブッカ（英: darbuka）ともいう。膜鳴楽器に分類される打楽器である。

## 概要
ゴブレット（足付酒杯）形太鼓の一種。アラブ音楽やトルコ音楽で使用される打楽器で、よく響く低音が特徴。
起源は古く、古代メソポタミアでは紀元前1100年ごろから存在していたことが分かっている。
椅子や床に座り足の上に置いて演奏するのが基本姿勢で、他に両足で胴を挟むスタイルや、ストラップを用いて肩にかけ立って演奏する方法もある。
演奏の際は左右の手で鼓面を叩き、複数の音色を打ち分ける。

## 楽器の種類
エジプシャン・ダラブッカ
胴体はアルミダイキャストや銅などの金属でできており、皮はプラスチックヘッドを用いている。
胴体に細かいモザイク模様が埋め込まれているものが多い。最も一般的な形のダラブッカ。
ターキッシュ・ダラブッカ
胴体はアルミや銅などの金属でできており、プラスチックヘッドを使用する。エジプシャンダラブッカより小さく、軽いものが多い。
縁の部分が丸くなっていないので、フィンガースナップを利用して高音を出す。
ソンバティ
エジプシャンダラブッカをひとまわり大きくしたもの。低音がよく出る。
ドホラ
ソンバティをさらに大きくしたもので、大きな低音が出る。パーカッション・アンサンブルでは重要な存在である。
陶器のダラブッカ
テラコッタなど素焼きの胴体に天然の皮（羊や牛、魚の皮など）を貼ったもの。伝統的なダラブッカの形だが、モダンスタイルでよく使用される。
そのほかのダラブッカ
ジャンベに似た形をしたダラブッカや、ひとまわりサイズの小さい、女性向けのラキ・タブラといったものがある。

## テクニック

### 基本の音
低音（Dum）
打面の中央を、利き手の手のひら全体で叩く低音。非利き手でも出すことはできる。
中音（SackまたはPa）
利き手を水をすくうような形に丸めて打ちつけ、打面を押さえることによって生まれる鋭く音量の大きい音。コンガなどのスラップ音に似ている。
高音（Tak）
薬指で打面の縁を叩くことによって出される音。利き手で打つものをTa、非利き手で打つものをKaと呼ぶ。
四元素説に基づいた説明
低音が土の音、中音が火の音、高音が水の音、そして何も叩かない休符（Es）を空気の音として、四元素説になぞらえた説明がなされることがある。この場合、もっとも大事なのは水の音であるTekだとされる。

### 装飾音
ミュート音（C）ケ
利き手で打面を押さえ、非利き手の薬指で打面の縁を叩くことによって出る、乾いた音。アクセントとしてよく使われる。
利き手の位置によって、音の高さを微妙に変えることができる。

## スタイル
大きく分けて、エジプトスタイルとターキッシュスタイルの２つの流れがある。しかし、これらを複合させたようなスタイルや、イランのトンバクの奏法を取り入れたスタイルもあり、明確な分類ができるわけではない。

### エジプトスタイル
ダラブッカの伝統的なスタイル。ベリーダンスの伴奏として発展してきたため、踊りやすいように、簡潔で力強いフレーズが多いのが特徴。

### ターキッシュスタイル
ムスルル・アフメットが1987年に創始したスタイル。音の組み合わせが自由自在にできるように、個々の音の出し方が、様々な点でエジプシャンスタイルとは異なっている。

## リズム
ベリーダンスの伴奏としては、2拍子系、4拍子系のものが最もよく演奏される。アラブ歌謡の一種であるムワッシャハーでは、6拍子、7拍子、10拍子なども演奏され、トルコ音楽でも変拍子は多く演奏される。

### 基本的なリズム
- マクスーム（Maqsum）
- サイーディ（Saidi）
- マスムーディ（Masmoudi）
- マルフーフ（Malfuf）
- ワヘダ(Waheda)

## 著名なミュージシャン

### エジプトのダラブッカ奏者
- ハミス・ハンキッシュ（Khamis Henkesh）
- サイード・エル・アーティスト（Said El Artist）
- メドハット・マンドゥーハ(Medhat Mamdouh)
- アフマド・シャラビー(Ahmed Shalaby)
- ハニー・モルガーン(Hany Morgan)
- アブデルアジーム・アジーマ(Abdelazeem Azema)
- ネグム・ナビール(Negum Nabil)
- ホンモス(Hommos)

### トルコのダラブッカ奏者
- ムスルル・アフメット（Mısırlı Ahmet）
- レヴェント・ユルドゥルム（Levent Yıldırım）
- スアット・ボラザン（Suat Borazan）

### 日本のダラブッカ奏者
- アブダッラー
- 伊藤アツ志
- 空中紳士
- 櫻井章仁
- しんばるしんた
- 地主大介
- 高島拓也
- 立岩潤三
- 田中隆比古
- 永田充
- ノミヤタカコ
- 平井ペタシ陽一
- 牧瀬敏
- ムハンマド上田（上田親寿）
- 森内清敬
- 森良太
- 芹川諒
- 堀江知也
- J.S.Ramis（J.S.ラミス)
- iora周
- 内山哲司（JALI Tetchan!）

### その他のダラブッカ奏者
- ケイエド・セラウィー(Kayed Selawy) - パレスチナの奏者
- ルーベン・ファン・ロンパエイ（Ruben van Rompaey） - オランダのダラブッカ奏者
- ラキ・ダンツィガー（Raquy Danziger） - アメリカのダラブッカ奏者

## ギャラリー

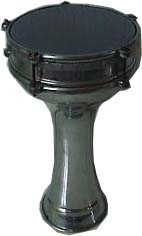
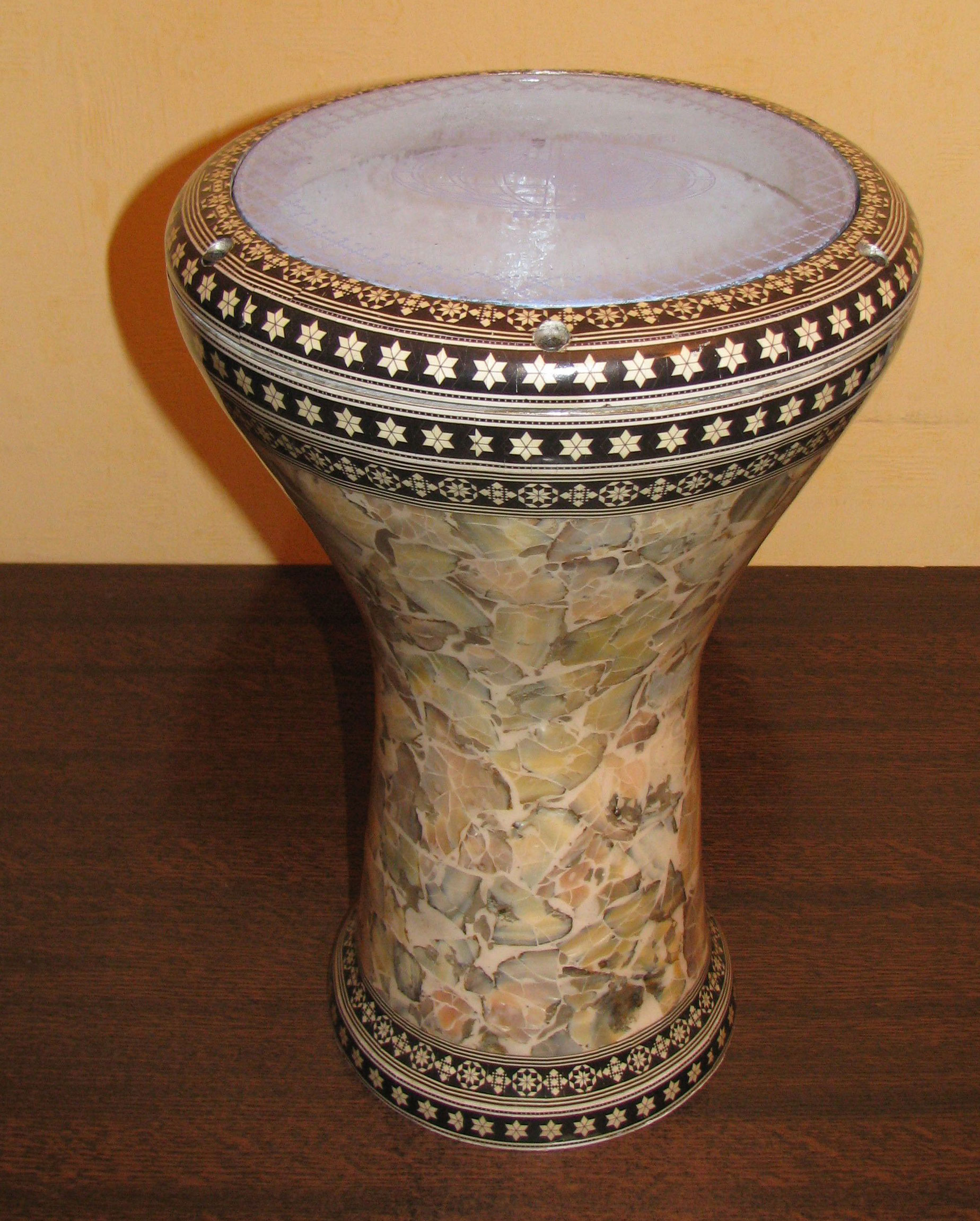
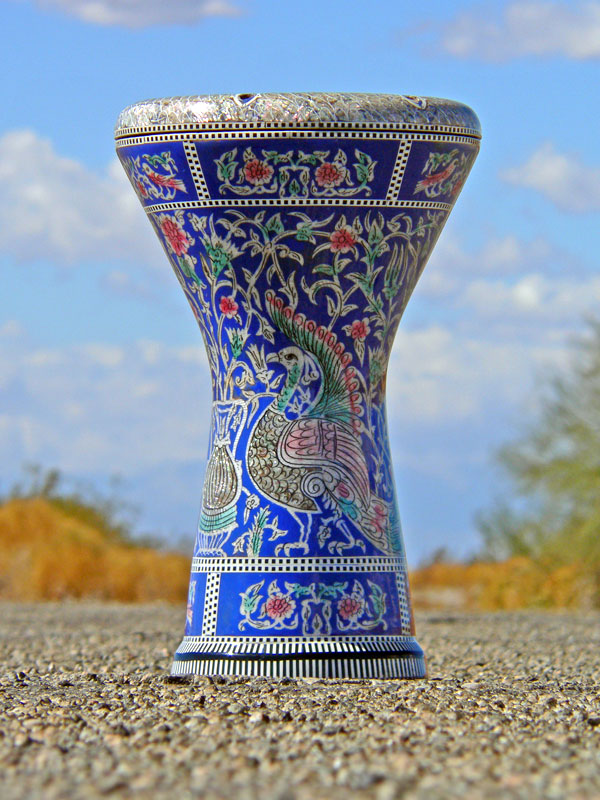
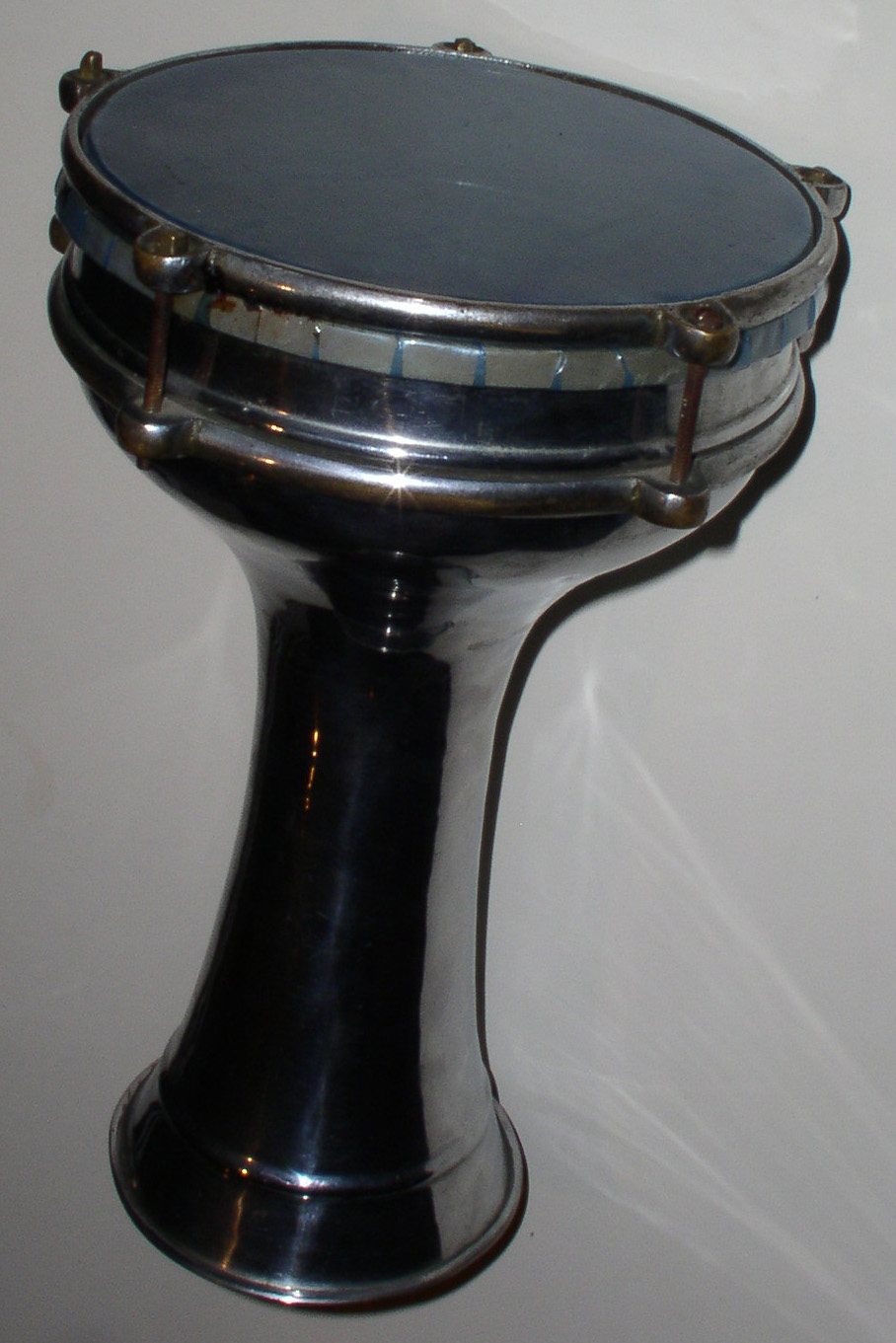